# Halim
Halim (arabisch حليم) ist ein unter anderem auf dem Balkan und in der Türkei verbreiteter männlicher Vorname arabischer Herkunft.

## Namensträger

### Vorname
- Halim El-Dabh (1921–2017), US-amerikanischer Komponist
- Halim Haryanto (* 1976), indonesischer Badmintonspieler
- Halim Kural (1916–1999), türkischer General
- Halim Malkoč (1917–1947), jugoslawischer Imam und SS-Obersturmführer
- Halim Mersini (* 1961), albanischer Fußballtorwart und -trainer
- Halim Dener (1977–1994), kurdischer Aktivist

### Familienname
- Faisal Halim (* 1998), malaysischer Fußballspieler
- Hazzuwan Halim (* 1994), singapurischer Fußballspieler
- Isa Halim (* 1986), singapurischer Fußballspieler
- Moustafa Ali Abdel Halim (* 1943), ägyptischer Gewichtheber
- Mustafa bin Halim (1921–2021), Premierminister von Libyen
- Yura Halim (1923–2016), bruneiischer Beamter, Diplomat und Poet